# Rudy Giovannini
Rudy Giovannini (* 18. November 1966 in Bozen als Rudi Giovannini) ist ein italienischer Tenor und Sänger. Als klassischer Sänger tritt er unter dem Künstlernamen Rodolfo Giovannini in Erscheinung.

## Biografie
Seine klassische Gesangsausbildung absolvierte er an den Konservatorien von Bozen und Verona und bei Maestro Arrigo Pola in Modena, der auch Lehrer von Luciano Pavarotti war.
Giovannini feierte seinen Durchbruch im Jahr 2000, als er mit dem Titel Amore, Amore beim Grand Prix der Volksmusik als Neuling auf Anhieb den dritten Platz erreichte. Diesen Erfolg konnte er 2002 in Meran mit Donna della Raspa wiederholen.
Der größte Erfolg seiner Karriere gelang ihm 2006 mit dem Sieg des Grand Prix der Volksmusik in Begleitung von Belsy und des Coro Monti Pallidi in München mit dem Lied Salve Regina. Am Erfolg waren alle drei Südtiroler Volksgruppen beteiligt: Giovannini ist deutscher Muttersprache, Belsy spricht Ladinisch (geboren in Indien und von einer Grödner Familie adoptiert), der Chor kommt wie er selbst aus Leifers und besteht hauptsächlich aus Italienern. Es war der vierte Sieg Südtirols bzw. der dritte Sieg in Folge beim Grand Prix der Volksmusik.

## Diskografie
Alben
- 1998: Un amore italiano
- 2001: Amore, Amore
- 2002: Ciao bella mio amore
- 2005: Spiel noch einmal unser Lied
- 2006: Der Caruso der Berge
- 2006: Meine grössten Hits
- 2006: Ein Frohes Weihnachtsfest
- 2007: Salve Regina
- 2007: Das Goldene Wunschkonzert
- 2008: O sole mio
- 2009: Rudy Giovannini singt besinnliche und sakrale Lieder
- 2010: Das Wunder von Lourdes
- 2010: Weihnacht zieht’s mich in die Heimat
- 2010: Ein musikalischer Blumenstrauß
- 2011: 24 Karat-Limited Edition
- 2011: Die schönsten Lieder aus dem Süden
- 2012: Viva Strauss
- 2012: Weihnachtslieder fürs Herz
- 2012: Herzlichst Rudy Giovannini
- 2013: Lieder sind manchmal so schön
- 2014: Lass uns Freunde sein
- 2014: Es ist Weihnacht
- 2015: Lieder zum Träumen
- 2016: Café olé
- 2017: Balsam für die Seele
- 2017: Winter Melodien
- 2018: Dankeschön für dieses Leben
- 2019: Juwelen und Glanzstücke von Rudy Giovannini
- 2023: Das Beste
- 2023: Hast du Zeit
- 2023: Alles Gute
- 2024: Best Of